# Nick Kyrgios
Nicholas (Nick) Hilmy Kyrgios (Canberra, 27 april 1995) is een Australisch tennisspeler.

## Loopbaan
Op 3 maart 2013 won hij in Sydney zijn eerste challengertoernooi. Daarna won hij er nog drie. Op 21 februari 2016 won hij in Marseille zijn eerste ATP-toernooi, na al eerder een finale in Estoril verloren te hebben.
In totaal won hij zes ATP-toernooien in het enkelspel en één in het dubbelspel. In het enkelspel was hij ook driemaal verliezend finalist.
Op het Australian Open 2022 won hij de dubbelspeltitel, samen met landgenoot Thanasi Kokkinakis. Op Wimbledon 2022 bereikte hij de finale in het enkelspel – hij verloor de eindstrijd van Novak Djokovic.

## Palmares
| Legenda                       | Legenda               |
| ----------------------------- | --------------------- |
| Grand Slam                    |                       |
| Olympische Spelen             |                       |
| tot 2009                      | vanaf 2009            |
| Tennis Masters Cup            | ATP Finals            |
| ATP Masters Series            | ATP Tour Masters 1000 |
| ATP International Series Gold | ATP Tour 500          |
| ATP International Series      | ATP Tour 250          |

### Enkelspel
| Nr.                  | Datum            | Toernooi           | Ondergrond    | Tegenstander in finale | Score                 |         |
| -------------------- | ---------------- | ------------------ | ------------- | ---------------------- | --------------------- | ------- |
| gewonnen finales     |                  |                    |               |                        |                       |         |
| 1.                   | 21 februari 2016 | ATP Marseille      | Hardcourt (i) | Marin Čilić            | 6-2, 7-6(3)           | details |
| 2.                   | 7 augustus 2016  | ATP Atlanta        | Hardcourt     | John Isner             | 7-6(3), 7-6(4)        | details |
| 3.                   | 9 oktober 2016   | ATP Tokio          | Hardcourt     | David Goffin           | 4-6, 6-3, 7-5         | details |
| 4.                   | 7 januari 2018   | ATP Brisbane       | Hardcourt     | Ryan Harrison          | 6-4, 6-2              | details |
| 5.                   | 2 maart 2019     | ATP Acapulco       | Hardcourt     | Alexander Zverev       | 6-3, 6-4              | details |
| 6.                   | 7 augustus 2019  | ATP Washington     | Hardcourt     | Daniil Medvedev        | 7-6(6), 7-6(4)        | details |
| 7.                   | 7 augustus 2022  | ATP Washington (2) | Hardcourt     | Yoshihito Nishioka     | 6-4, 6-3              | details |
| verloren finales     |                  |                    |               |                        |                       |         |
| 1.                   | 3 mei 2015       | ATP Estoril        | Gravel        | Richard Gasquet        | 3-6, 2-6              | details |
| 2.                   | 20 augustus 2017 | ATP Cincinnati     | Hardcourt     | Grigor Dimitrov        | 3-6, 5-7              | details |
| 3.                   | 8 oktober 2017   | ATP Peking         | Hardcourt     | Rafael Nadal           | 2-6, 1-6              | details |
| 4.                   | 10 juli 2022     | Wimbledon          | Gras          | Novak Djokovic         | 6-4, 3-6, 4-6, 6(3)-7 | details |
| gewonnen challengers |                  |                    |               |                        |                       |         |
| 1.                   | 25 februari 2013 | Sydney             | Hardcourt     | Matt Reid              | 6-3, 6-2              |         |
| 2.                   | 20 april 2014    | Sarasota           | Gravel        | Filip Krajinović       | 7-6(10), 6-4          |         |
| 3.                   | 27 april 2014    | Savannah           | Gravel        | Jack Sock              | 2-6, 7-6(4), 6-4      |         |
| 4.                   | 15 juni 2014     | Nottingham         | Gras          | Samuel Groth           | 7-6(3), 7-6(7)        |         |

### Dubbelspel
| Nr.                               | Datum           | Toernooi        | Ondergrond | Partner            | Tegenstander in finale        | Score            |         |
| --------------------------------- | --------------- | --------------- | ---------- | ------------------ | ----------------------------- | ---------------- | ------- |
| gewonnen finales mannendubbelspel |                 |                 |            |                    |                               |                  |         |
| 1.                                | 26 mei 2018     | ATP Lyon        | Gravel     | Jack Sock          | Roman Jebavý Matwé Middelkoop | 7-5, 2-6, [11-9] | details |
| 2.                                | 29 januari 2022 | Australian Open | Hardcourt  | Thanasi Kokkinakis | Matthew Ebden Max Purcell     | 7-5, 6-4         | details |
| 3.                                | 31 juli 2022    | ATP Atlanta     | Hardcourt  | Thanasi Kokkinakis | Jason Kubler John Peers       | 7-6(4), 7-5      | details |
| 4.                                | 7 augustus 2022 | ATP Washington  | Hardcourt  | Jack Sock          | Ivan Dodig Austin Krajicek    | 7-5, 6-4         | details |

### Landencompetities
| Nr.              | Datum                | Toernooi  | Ondergrond    | Partner(s)                                                                        | Tegenstanders in finale                                                                           | Score                  |         |
| ---------------- | -------------------- | --------- | ------------- | --------------------------------------------------------------------------------- | ------------------------------------------------------------------------------------------------- | ---------------------- | ------- |
| verloren finales |                      |           |               |                                                                                   |                                                                                                   |                        |         |
| 1.               | 22-24 september 2017 | Laver Cup | Hardcourt (i) | Sam Querrey John Isner Jack Sock Denis Shapovalov Frances Tiafoe                  | Rafael Nadal Roger Federer Alexander Zverev Marin Čilić Dominic Thiem Tomáš Berdych               | 9-15 (12 wedstrijden)  | details |
| 2.               | 21-23 september 2018 | Laver Cup | Hardcourt (i) | Kevin Anderson John Isner Jack Sock Diego Schwartzman Frances Tiafoe              | Roger Federer Novak Đoković Alexander Zverev Grigor Dimitrov David Goffin Kyle Edmund             | 8-13 (11 wedstrijden)  | details |
| 3.               | 20-22 september 2019 | Laver Cup | Hardcourt (i) | John Isner Milos Raonic Jack Sock Denis Shapovalov Taylor Fritz                   | Rafael Nadal Roger Federer Dominic Thiem Alexander Zverev Stéfanos Tsitsipás Fabio Fognini        | 11-13 (12 wedstrijden) | details |
| 4.               | 20-22 september 2021 | Laver Cup | Hardcourt (i) | Félix Auger-Aliassime Denis Shapovalov Diego Schwartzman Reilly Opelka John Isner | Daniil Medvedev Stéfanos Tsitsipás Alexander Zverev Andrej Roebljov Matteo Berrettini Casper Ruud | 1-14 (9 wedstrijden)   | details |

## Resultaten grote toernooien
| Legenda | Legenda                          |
| ------- | -------------------------------- |
| g.t.    | geen toernooi gehouden           |
| l.c.    | lagere categorie                 |
| –       | niet deelgenomen                 |
| G       | uitgeschakeld in de groepsfase   |
| 1R      | uitgeschakeld in de eerste ronde |
| 2R      | uitgeschakeld in de tweede ronde |
| 3R      | uitgeschakeld in de derde ronde  |
| 4R      | uitgeschakeld in de vierde ronde |
| KF      | uitgeschakeld in de kwartfinale  |
| HF      | uitgeschakeld in de halve finale |
| F       | de finale verloren               |
| W       | het toernooi gewonnen            |
| w-v     | winst/verlies-balans             |

### Enkelspel
| toernooi            | 2013 | 2014 | 2015 | 2016 | 2017 | 2018 | 2019 | 2020 | 2021 | 2022 | 2023 |
| ------------------- | ---- | ---- | ---- | ---- | ---- | ---- | ---- | ---- | ---- | ---- | ---- |
| grandslamtoernooien |      |      |      |      |      |      |      |      |      |      |      |
| Australian Open     | –    | 2R   | KF   | 3R   | 2R   | 4R   | 1R   | 4R   | 3R   | 2R   |      |
| Roland Garros       | 2R   | 1R   | 3R   | 3R   | 2R   | –    | –    | –    | –    | –    |      |
| Wimbledon           | –    | KF   | 4R   | 4R   | 1R   | 3R   | 2R   | g.t. | 3R   | F    |      |
| US Open             | 1R   | 3R   | 1R   | 3R   | 1R   | 3R   | 3R   | –    | 1R   | KF   |      |
| ATP Masters 1000    |      |      |      |      |      |      |      |      |      |      |      |
| Indian Wells        | –    | –    | 2R   | 2R   | KF   | –    | 2R   | g.t. | –    | KF   |      |
| Miami               | –    | –    | –    | HF   | HF   | 4R   | 4R   | g.t. | –    | 4R   |      |
| Monte Carlo         | –    | –    | –    | –    | –    | –    | –    | g.t. | –    | –    |      |
| Madrid              | –    | –    | 3R   | KF   | 3R   | –    | 1R   | g.t. | –    | –    |      |
| Rome                | –    | –    | 1R   | 3R   | –    | –    | 2R   | –    | –    | –    |      |
| Montreal/Toronto    | –    | 2R   | 3R   | 1R   | 3R   | 1R   | 1R   | g.t. | 1R   | KF   |      |
| Cincinnati          | –    | –    | 1R   | 2R   | F    | 3R   | 2R   | –    | –    | 2R   |      |
| Shanghai            | –    | –    | 2R   | 2R   | 1R   | 1R   | –    | g.t. | g.t. | g.t. |      |
| Parijs              | –    | –    | –    | –    | –    | –    | –    | –    | –    | –    |      |
| olympisch           |      |      |      |      |      |      |      |      |      |      |      |
| Olympische Spelen   | g.t. | g.t. | g.t. | –    | g.t. | g.t. | g.t. | g.t. | –    | g.t. | g.t. |
| Statistieken        |      |      |      |      |      |      |      |      |      |      |      |
| titels per jaar     | 0    | 0    | 0    | 3    | 0    | 1    | 2    | 0    | 0    | 1    | 0    |
| eindejaarsranking   | 186  | 52   | 30   | 13   | 21   | 35   | 30   | 45   | 93   | 22   |      |

### Dubbelspel
| grandslamtoernooien |      |      |      |     |      |      |      |      |      |      |      |
| Australian Open     | 1R   | –    | 1R   | 1R  | –    | 2R   | 1R   | –    | 2R   | W    |      |
| Roland Garros       | –    | –    | 1R   | 1R  | 3R   | –    | –    | –    | –    | –    |      |
| Wimbledon           | –    | –    | –    | –   | –    | –    | –    | g.t. | –    | –    |      |
| US Open             | –    | 1R   | –    | 3R  | 2R   | –    | 2R   | –    | –    | 3R   |      |
| ATP Finals          |      |      |      |     |      |      |      |      |      |      |      |
| ATP Finals          | –    | –    | –    | –   | –    | –    | –    | –    | –    | G    |      |
| ATP Masters 1000    |      |      |      |     |      |      |      |      |      |      |      |
| Indian Wells        | –    | –    | –    | –   | KF   | –    | 2R   | g.t. | –    | 2R   |      |
| Miami               | –    | –    | –    | –   | 2R   | 1R   | 1R   | g.t. | –    | HF   |      |
| Monte Carlo         | –    | –    | –    | –   | –    | –    | –    | g.t. | –    | –    |      |
| Madrid              | –    | –    | 1R   | –   | HF   | –    | 1R   | g.t. | –    | –    |      |
| Rome                | –    | –    | HF   | –   | –    | –    | –    | –    | –    | –    |      |
| Montreal/Toronto    | –    | –    | 1R   | 2R  | –    | 1R   | –    | g.t. | –    | –    |      |
| Cincinnati          | –    | –    | –    | –   | –    | –    | 1R   | –    | –    | 2R   |      |
| Shanghai            | –    | –    | 2R   | –   | 2R   | –    | –    | g.t. | g.t. | g.t. |      |
| Parijs              | –    | –    | –    | –   | –    | –    | –    | –    | –    | –    |      |
| olympisch           |      |      |      |     |      |      |      |      |      |      |      |
| Olympische Spelen   | g.t. | g.t. | g.t. | –   | g.t. | g.t. | g.t. | g.t. | –    | g.t. | g.t. |
| statistieken        |      |      |      |     |      |      |      |      |      |      |      |
| titels per jaar     | 0    | 0    | 0    | 0   | 0    | 1    | 0    | 0    | 0    | 3    | 0    |
| eindejaarsranking   | 483  | 1207 | 167  | 231 | 75   | 139  | 238  | 255  | 233  | 13   |      |

## Persoonlijk
Kyrgios volgt een veganistisch dieet sinds begin 2020 toen er hevige natuurbranden waren in Australië.